# EWV Energie- und Wasserversorgung
Die EWV Energie- und Wasser-Versorgung GmbH mit Sitz in Stolberg (Rhld.), Nordrhein-Westfalen, ist ein regionales Energieversorgungsunternehmen für Strom, Wärme, Erdgas und Wasser. Die EWV versorgt rund 160.000 Privat- und Geschäftskunden in der Städteregion Aachen, sowie in Teilen der Kreise Düren und Heinsberg.

## Geschichte
Im Jahre 1888 wurden im Raum Eschweiler-Stolberg das „Städtische Wasserwerk Eschweiler“ und die „Stolberger Wasserwerks-Gesellschaft“ gegründet, 1909 das „Wasserwerk des Landkreises Aachen AG“. 1912 entstand das gemischtwirtschaftliche Querverbundunternehmen „Licht- und Kraftwerke GmbH“ und 1917 wurde die „Rheinische Licht- und Kraftwerke GmbH“ gegründet. 1925 schlossen sich die 1905 gegründeten kommunalen Eschweiler Energieversorgungsunternehmen mit den „Licht- und Kraftwerken GmbH“ zur „Licht- und Kraftwerke Eschweiler-Stolberg GmbH“ (Likra) zusammen. Am 2. Dezember 1930 beschloss die Gesellschafterversammlung der „Licht- und Kraftwerke“, den Sitz der Gesellschaft nach Eschweiler zu verlegen. Die Eintragung beim Amtsgericht Eschweiler erfolgte am 16. Dezember 1930.
1981 schlossen die „Licht- und Kraftwerke“, die „Westgas Aachen“ und die Wasserwerke Eschweilers, Stolbergs und des damaligen Kreises Aachen einen Kooperationsvertrag. 1984 erhielt dieser lose Unternehmenszusammenschluss in der „EWV-Betriebsführungsgesellschaft mbH“ eine festere Form und 1994 fusionierten die an ihr beteiligten Energieversorgungsunternehmen zur „EWV Energie- und Wasser-Versorgung GmbH“, welche die Aufgabe der Betriebsführung der weiterhin selbständigen Werke „Verbandswasserwerk Aldenhoven GmbH“, „Städtisches Wasserwerk Eschweiler GmbH“ und „Wärmeversorgung Würselen GmbH“ behalten sollte.
2013 wurde die „regionetz“ eine 100-prozentige Tochter der EWV. Die Netzgesellschaft „regionetz“ kümmert sich um den Ausbau und Betrieb der Strom- und Erdgasnetze und war bislang ein gemeinsames Unternehmen der EWV und der Stadtwerke Düren. 2018 schlossen sich die regionetz der EWV und die Infrawest der STAWAG zusammen. Aus den 100-prozentigen Töchter der beiden Versorger entstand die „Regionetz GmbH“, der größte Netzbetreiber der Region.

## Organisation
Die EWV hat zirka 250 Mitarbeiter. Der Verwaltungssitz ist seit 1998 in der umgebauten Ketschenburg-Brauerei in Stolberg am Willy-Brandt-Platz. EWV Service-Center befinden sich in Stolberg, Geilenkirchen und Übach-Palenberg sowie Betriebsstellen in Alsdorf, Aldenhoven, Heinsberg, Monschau und Weisweiler.
Am 14. Juli 2021 hat die Flutkatastrophe den Hauptsitz der EWV – die „Ketschenburg“ – und auch das EWV Service-Center stark beschädigt. Nahezu die komplette Stolberger Innenstadt ist den Wassermassen zum Opfer gefallen. Über drei Jahre wurden die Ketschenburg und das EWV Service-Center saniert, im Sommer 2024 waren die Arbeiten abgeschlossen.
Darüber hinaus unterstützt die EWV regionale Vereine mit Sponsoring und organisiert Veranstaltungen in der Region. Sie schafft und erhält Arbeitsplätze in der Region und fördert die Gemeinschaft und die Wirtschaft. Des Weiteren engagiert sie sich im Umweltschutz und bietet zum einen Ökostrom und Ökogas für alle Kunden an und unterstützt zum anderen den Ausbau erneuerbarer und klimafreundlicher Energiequellen in der Region, unter anderen durch den Bau von Wind- und Photovoltaikanlagen oder beim Ausbau der Fernwärme.

## Anteilseigner
Die Anteilseigner der EWV stammen etwa zu gleichen Teilen aus dem Kreis der kommunalen und privatwirtschaftlichen Bereiche. Alle mit Gas, Strom und Trinkwasser versorgten Kommunen und Kreise sind an ihrem Energieversorger beteiligt. Mit dieser Gesellschafterstruktur wird ein fairer Interessenausgleich zum Vorteil aller Beteiligten und zum Wohle der Region erreicht.
Hauptanteilseigner sind die Westenergie AG, sowie die Städte Stolberg und Eschweiler, die Städteregion Aachen, der Kreis Heinsberg, und die Städte Alsdorf, Würselen und Baesweiler sowie die Beteiligungsgesellschaft des Kreises Düren jeweils in abnehmender Reihenfolge der prozentualen Anteile. Dazu gibt es noch kleinere Anteilseigner: Die Gemeinden Roetgen, Simmerath, Aldenhoven, Inden, Langerwehe und Niederzier sowie die Städte Monschau, Linnich und Heinsberg.

## Ansichten der EWV-Gebäude

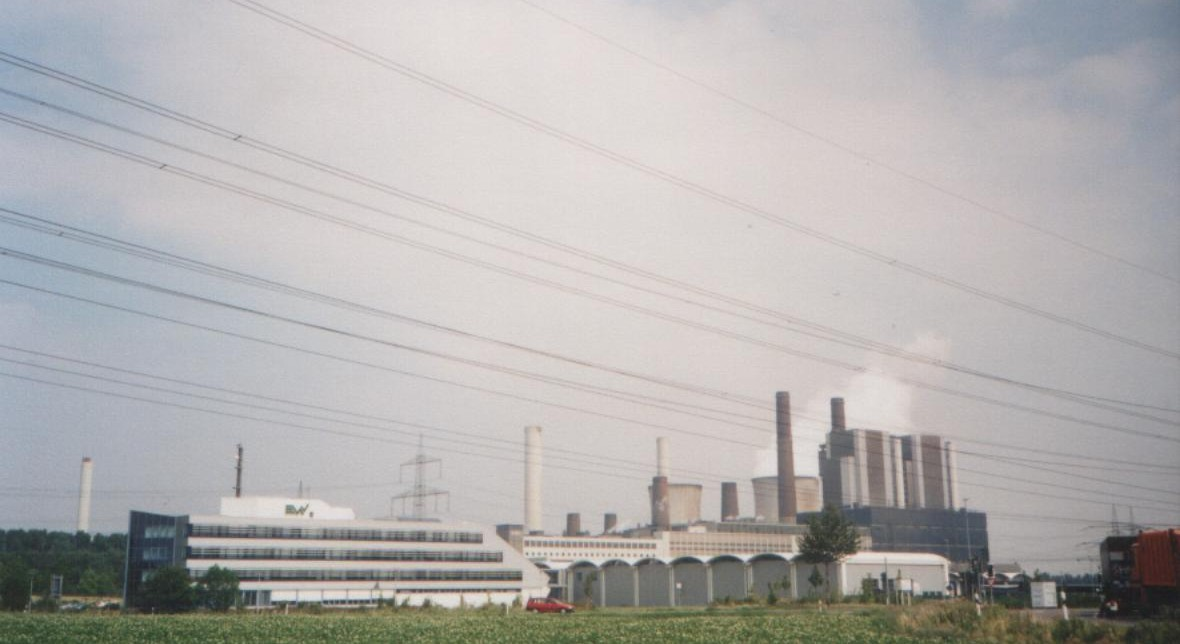
EWV-Gebäude beim Kraftwerk Weisweiler in Eschweiler
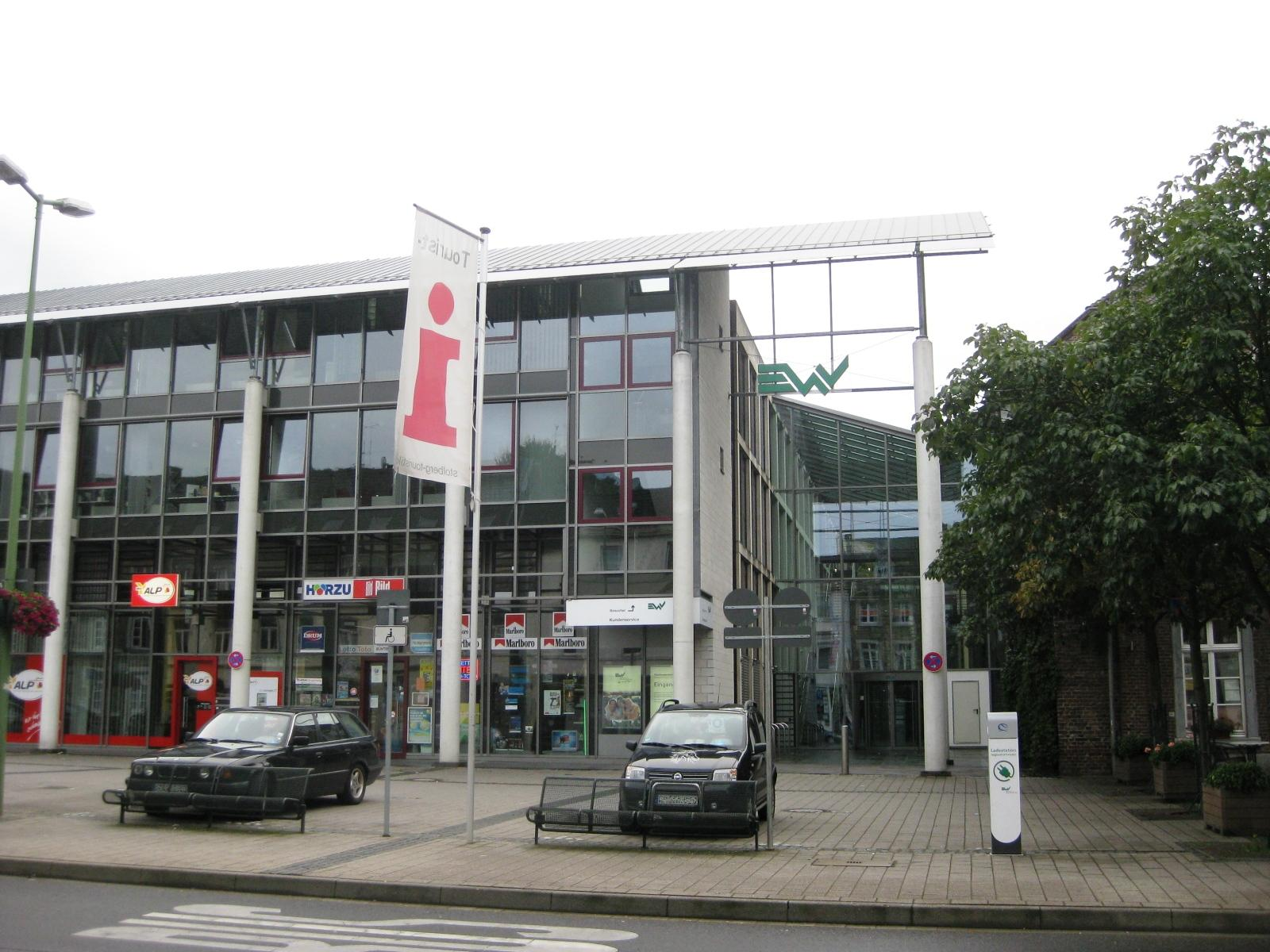
Verwaltungssitz der EWV in Stolberg (Front)
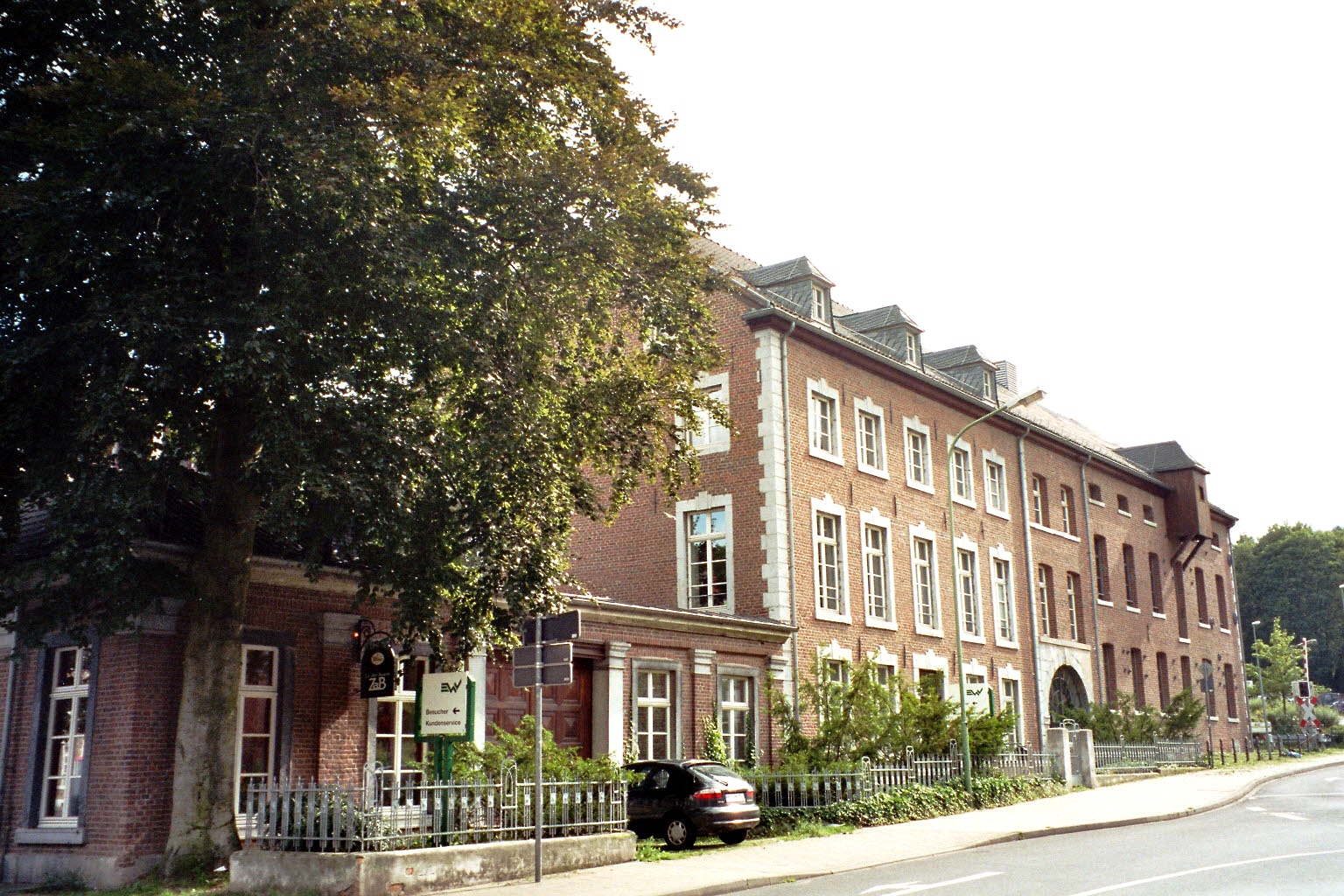
Verwaltungssitz der EWV in Stolberg (Nordseite; Verwaltungsgebäude der ehemaligen Ketschenburg-Brauerei)